# SZU–100Y
A SZU–100Y (orosz átírással: СУ-100-Y) szovjet kísérleti önjáró löveg, a  T–100 harckocsi továbbfejlesztett változata. A téli háború idején fejlesztették, és egy 152 mm-es löveget szántak rá, azzal a céllal, hogy betonból készült defenzív épületeket semmisítsen meg, mint például bunkereket és tankelhárító akadályokat. Nem állították sorozatgyártásba, de a mintapéldányt használatba vették a második világháborúban Moszkva védelméért.

## Fejlesztés
1939 decemberében, a Vörös hadsereg északnyugati parancsnoksága megkérte a 185-ös számú gyárat (en), hogy fejlesszen ki egy önjáró löveg harcjárművet (a T–100 tank alapján), mely nemcsak önjáró lövegként tud üzemelni, hanem hidak fektetésére, robbanóanyagok szállítására és megsemmisített vagy megsérült tankok csatatérről való visszaszerzésére is képes. A jármű fejlesztése közben, az ABTU   – vagyis a (Szovjet) Páncélos Erők Főigazgatósága – javasolt egy 152 mm-es ágyút a T–100-ra, annak érdekében, hogy a harcjármű képes legyen bunkereket és egyéb rögzített erődítményeket elpusztítani. A 185-ös gyár üzemvezetője indítványozta a prototípus fejlesztésének a leállítását, hogy a T–100-at a 100 és 130 mm-es hajóágyúkkal felszerelt önjáró löveggé fejleszthessék. Ezt az ötletet elfogadták, és 1940. január 8-án a T–100–X tervei véglegesítve lettek és az Izsorszkij-gyárba  küldték. A T–100–X-nek egy doboz alakú belső tere volt és a 130 mm-es hajóágyúval volt felszerelve. A mobilitás terén megmaradt a torziós rugós felfüggesztés. A mintapéldány fejlesztése alatt a beltér alakját módosították, hogy a löveg újratöltési idejét lecsökkentsék. Az új dizájn lett a SZU–100Y. A terveit 1940. február 24-én elküldték az Izsorszkij-gyárba, és az összeszerelése a március elsején kezdődött meg. Az önjáró löveget március 14-én tesztelték először, de ahogy a téli háború befejeződött, a  harcjárművet nem próbálhatták ki a harcokban.

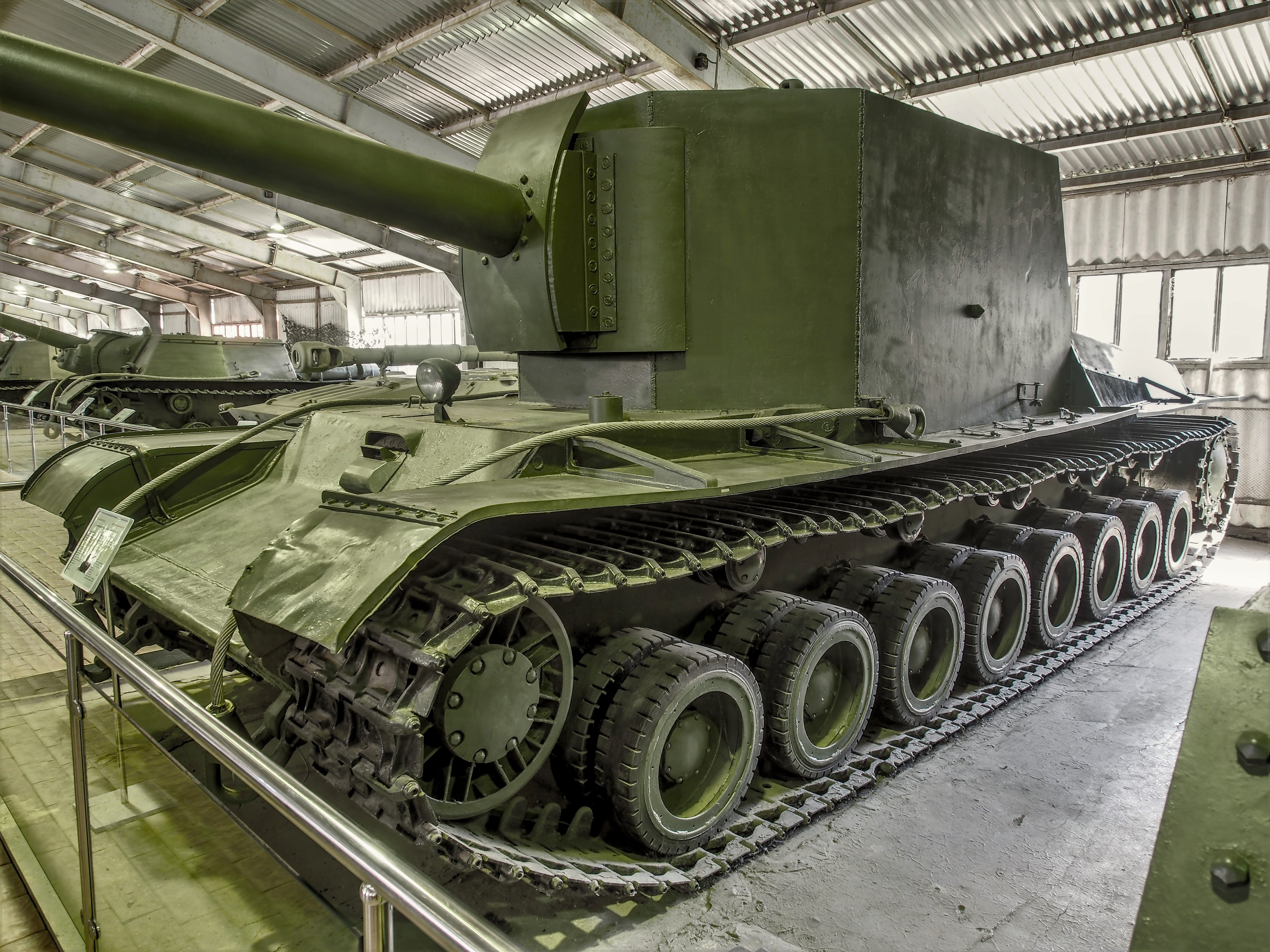
A SZU–100Y közelről

A téli háború alatt javasolva volt a T–100 modernizálása egy erősebb ágyúval, a 152 mm-es M–10 löveggel, hogy képes legyen betonépítmények, különösen a sárkányfogak  elpusztítására. 1940 márciusában a löveghez egy új tornyot is terveztek. Ez a dizájn a T–100–Z nevet kapta. A tervet azonban elvetették, mivel a KV–1 és a 152 mm-es löveggel felszerelt KV–2 fölényesebbek voltak. 1940 áprilisában a 185-ös gyár javasolt egy – szintén a T–100 tank alapján készült – önjáró löveget (a 103-as prototípust), melynek feladata tengerparti védelem volt. A harcjármű egy forgatható toronyban elhelyezett 130 mm-es B–13 hajóágyúval és három, 7,62 mm-es golyószóróval volt felszerelve. Ez a dizájn soha nem jutott a tervezőasztalokon túl.

## Harci alkalmazás
Miután a munkát abbahagyták a T–100 átfejlesztésén, a SZU–100Y-t átszállították Kubinkába 1940 nyarán. 1941 novemberében, Moszkva külvárosi csatájának legkritikusabb idején üzembe helyezték a harcjárművet egy hadosztályban a szintén kísérleti SZU–14-gyel és annak változatával, a SZU–14–1-gyel. További információk az egység harctevékenységéről nem lettek nyilvánosságra hozva. Az alap modellel (vagyis a T–100-zal) ellentétben, a SZU–100Y mintapéldány túlélte a háborút, és a Kubinkai Harckocsi Múzeumban lett elhelyezve.

## Fordítás
Ez a szócikk részben vagy egészben az SU-100Y Self-Propelled Gun című angol Wikipédia-szócikk ezen változatának fordításán alapul.  Az eredeti cikk szerkesztőit annak laptörténete sorolja fel. Ez a jelzés csupán a megfogalmazás eredetét és a szerzői jogokat jelzi, nem szolgál a cikkben szereplő információk forrásmegjelöléseként.